# 諾里斯 (密蘇里州)
諾里斯，又名諾里斯福克（Norris Fork），是位於美國密蘇里州亨利縣的非建制地區。

## 歷史
諾里斯的郵局於1852年設立，其後於1902年停運。

## 地理
諾里斯所處的海拔為高於海平面263米（即863英呎），而該地所採用的時區為UTC-6，即北美中部時區（CST）。同時該地設有夏令時間，為UTC-6調快一小時，即UTC-5（CDT）。